# Volvo Grand Prix 1984
Il Volvo Grand Prix 1984 è una serie di tornei maschili di tennis. Esso include i 4 tornei dello Slam e tutti gli altri tornei del Grand Prix. È iniziato il 9 gennaio con il Heineken Open e si è concluso il 13 gennaio 1985 con la finale del Masters.

## Calendario

### Gennaio
| Settimana  | Torneo                                                                                             | Vincitore                               | Finalista                  | Semifinalisti               | Eliminati ai quarti                                  |
| ---------- | -------------------------------------------------------------------------------------------------- | --------------------------------------- | -------------------------- | --------------------------- | ---------------------------------------------------- |
| 9 gennaio  | Heineken Open 1984 Auckland, Nuova Zelanda Cemento - 75 000 $ Singolare - Doppio                   | Danny Saltz 4-6, 6-3, 6-4, 6-4          | Chip Hooper                | Brad Drewett Larry Stefanki | Chris Lewis Steve Guy John Alexander Russell Simpson |
| 9 gennaio  | Heineken Open 1984 Auckland, Nuova Zelanda Cemento - 75 000 $ Singolare - Doppio                   | Brian Levine John Van Nostrand 7–5, 6–2 | Brad Drewett Chip Hooper   | Brad Drewett Larry Stefanki | Chris Lewis Steve Guy John Alexander Russell Simpson |
| 23 gennaio | U.S. Pro Indoor 1984 Filadelfia, Pennsylvania, USA Sintetico indoor - 375 000 $ Singolare - Doppio | John McEnroe 6–3, 3–6, 6–3, 7–6         | Ivan Lendl                 | Yannick Noah Wojciech Fibak | Brad Gilbert Eliot Teltscher Jimmy Arias Tomáš Šmíd  |
| 23 gennaio | U.S. Pro Indoor 1984 Filadelfia, Pennsylvania, USA Sintetico indoor - 375 000 $ Singolare - Doppio | Peter Fleming John McEnroe 6–2, 6–3     | Henri Leconte Yannick Noah | Yannick Noah Wojciech Fibak | Brad Gilbert Eliot Teltscher Jimmy Arias Tomáš Šmíd  |

### Febbraio
| Settimana   | Torneo                                                                                               | Vincitore                                | Finalista                   | Semifinalisti                 | Eliminati ai quarti                                       |
| ----------- | --- | ---------------------------------------- | --------------------------- | ----------------------------- | --------------------------------------------------------- |
| 6 febbraio  | U.S. Indoor National Championships 1984 Memphis, USA Sintetico indoor - 315 000 $ Singolare - Doppio | Jimmy Connors 6-3 4-6 7-5                | Henri Leconte               | Ben Testerman Eliot Teltscher | Fritz Buehning Tim Mayotte Jimmy Arias Wojciech Fibak     |
| 6 febbraio  | U.S. Indoor National Championships 1984 Memphis, USA Sintetico indoor - 315 000 $ Singolare - Doppio | Fritz Buehning Peter Fleming 7-5, 7-6    | Heinz Günthardt Tomáš Šmíd  | Ben Testerman Eliot Teltscher | Fritz Buehning Tim Mayotte Jimmy Arias Wojciech Fibak     |
| 13 febbraio | La Quinta Classic 1984 La Quinta, Stati Uniti Cemento - 255 000 $ Singolare - Doppio                 | Jimmy Connors 6-2 6-7 6-3                | Yannick Noah                | José Higueras Jimmy Arias     | Tim Mayotte Scott Davis Shlomo Glickstein Eliot Teltscher |
| 13 febbraio | La Quinta Classic 1984 La Quinta, Stati Uniti Cemento - 255 000 $ Singolare - Doppio                 | Bernard Mitton Butch Walts 4–6, 6–4, 7–6 | Scott Davis Ferdi Taygan    | José Higueras Jimmy Arias     | Tim Mayotte Scott Davis Shlomo Glickstein Eliot Teltscher |
| 27 febbraio | Madrid Tennis Grand Prix 1984 Madrid, Spagna Sintetico indoor - 200 000 $ Singolare - Doppio         | John McEnroe 6-0 6-4                     | Tomáš Šmíd                  | Kevin Curren Vitas Gerulaitis | Bill Scanlon Anders Järryd Andrés Gómez Tom Gullikson     |
| 27 febbraio | Madrid Tennis Grand Prix 1984 Madrid, Spagna Sintetico indoor - 200 000 $ Singolare - Doppio         | Peter Fleming John McEnroe 6-3, 6-3      | Fritz Buehning Ferdi Taygan | Kevin Curren Vitas Gerulaitis | Bill Scanlon Anders Järryd Andrés Gómez Tom Gullikson     |

### Marzo
| Settimana | Torneo                                                                                     | Vincitore                                     | Finalista                                               | Semifinalisti                 | Eliminati ai quarti                                     |
| --------- | ------------------------------------------------------------------------------------------ | --------------------------------------------- | ------------------------------------------------------- | ----------------------------- | ------------------------------------------------------- |
| 5 marzo   | Brussels Indoor 1984 Bruxelles, Belgio Sintetico indoor - 250 000 $ Singolare - Doppio     | John McEnroe 6-1 6-3                          | Ivan Lendl                                              | Tomáš Šmíd Thomas Högstedt    | Gene Mayer Henrik Sundström Bernard Boileau Johan Kriek |
| 5 marzo   | Brussels Indoor 1984 Bruxelles, Belgio Sintetico indoor - 250 000 $ Singolare - Doppio     | Tim Gullikson Tom Gullikson 6–4, 6–7, 7–6     | Kevin Curren Steve Denton                               | Tomáš Šmíd Thomas Högstedt    | Gene Mayer Henrik Sundström Bernard Boileau Johan Kriek |
| 12 marzo  | Lorraine Open 1984 Metz, Francia Sintetico indoor - 75 000 $ Singolare - Doppio            | Ramesh Krishnan 6-3 6-3                       | Jan Gunnarsson                                          | Mark Dickson Miloslav Mečíř   | Brad Drewett Mike De Palmer Ilie Năstase Balázs Taróczy |
| 12 marzo  | Lorraine Open 1984 Metz, Francia Sintetico indoor - 75 000 $ Singolare - Doppio            | Eddie Edwards Danie Visser 3–6, 6–4, 6–2      | Wayne Hampson Wally Masur                               | Mark Dickson Miloslav Mečíř   | Brad Drewett Mike De Palmer Ilie Năstase Balázs Taróczy |
| 12 marzo  | Rotterdam Open 1984 Rotterdam, Paesi Bassi Sintetico indoor - 315 000 $ Singolare - Doppio |                                               | Ivan Lendl Jimmy Connors finale interrotta sul 6–0, 1–0 | Stefan Edberg Anders Järryd   | Mel Purcell Eliot Teltscher Kevin Curren Gene Mayer     |
| 12 marzo  | Rotterdam Open 1984 Rotterdam, Paesi Bassi Sintetico indoor - 315 000 $ Singolare - Doppio | Kevin Curren Wojciech Fibak 6–4, 6–4          | Fritz Buehning Ferdi Taygan                             | Stefan Edberg Anders Järryd   | Mel Purcell Eliot Teltscher Kevin Curren Gene Mayer     |
| 19 marzo  | Milan Indoor 1984 Milano, Italia Sintetico indoor - 365 000 $ Singolare - Doppio           | Stefan Edberg 6-4 6-2                         | Mats Wilander                                           | Vitas Gerulaitis Brad Drewett | Henri Leconte John Fitzgerald Jakob Hlasek Kevin Curren |
| 19 marzo  | Milan Indoor 1984 Milano, Italia Sintetico indoor - 365 000 $ Singolare - Doppio           | Tomáš Šmíd Pavel Složil 6–4, 6–3              | Kevin Curren Steve Denton                               | Vitas Gerulaitis Brad Drewett | Henri Leconte John Fitzgerald Jakob Hlasek Kevin Curren |
| 26 marzo  | Boca West Open 1984 Boca West, Stati Uniti Cemento - 265 000 $ Singolare - Doppio          | Jimmy Connors 7-5 6-4                         | Johan Kriek                                             | Jimmy Arias Yannick Noah      | Sammy Giammalva Mel Purcell Tony Giammalva Scott Davis  |
| 26 marzo  | Boca West Open 1984 Boca West, Stati Uniti Cemento - 265 000 $ Singolare - Doppio          | Mark Edmondson Sherwood Stewart 4-6, 6-1, 6-4 | David Dowlen Nduka Odizor                               | Jimmy Arias Yannick Noah      | Sammy Giammalva Mel Purcell Tony Giammalva Scott Davis  |

### Aprile
| Settimana | Torneo                                                                                        | Vincitore                                  | Finalista                       | Semifinalisti                   | Eliminati ai quarti                                       |
| --------- | --------------------------------------------------------------------------------------------- | ------------------------------------------ | ------------------------------- | ------------------------------- | --------------------------------------------------------- |
| 2 aprile  | Grand Prix Bari 1984 Bari, Italia Terra rossa - 75 000 $ Singolare - Doppio                   | Henrik Sundström 7-6 6-4                   | Pedro Rebolledo                 | Emilio Sánchez Marcel Freeman   | Andreas Maurer Juan Avendaño Gabriel Urpi Libor Pimek     |
| 2 aprile  | Grand Prix Bari 1984 Bari, Italia Terra rossa - 75 000 $ Singolare - Doppio                   | Stanislav Birner Libor Pimek 2–6, 7–6, 6–4 | Marcel Freeman Tim Wilkison     | Emilio Sánchez Marcel Freeman   | Andreas Maurer Juan Avendaño Gabriel Urpi Libor Pimek     |
| 2 aprile  | Houston Open 1984 Houston, Stati Uniti Terra rossa - 250 000 $ Singolare - Doppio             | Mark Dickson 6-3 6-2                       | Sammy Giammalva                 | Bill Scanlon Pat Cash           | Jimmy Arias Steve Denton Vijay Amritraj Tim Mayotte       |
| 2 aprile  | Houston Open 1984 Houston, Stati Uniti Terra rossa - 250 000 $ Singolare - Doppio             | Pat Cash Paul McNamee 7-5, 4-6, 6-3        | David Dowlen Nduka Odizor       | Bill Scanlon Pat Cash           | Jimmy Arias Steve Denton Vijay Amritraj Tim Mayotte       |
| 9 aprile  | ATP Lussemburgo 1984 Lussemburgo, Lussemburgo Sintetico indoor - 255 000 $ Singolare - Doppio | Ivan Lendl 6-4 6-4                         | Tomáš Šmíd                      | Gene Mayer Mike Bauer           | João Soares Anders Järryd Eric Jelen Steve Denton         |
| 9 aprile  | ATP Lussemburgo 1984 Lussemburgo, Lussemburgo Sintetico indoor - 255 000 $ Singolare - Doppio | Anders Järryd Tomáš Šmíd 6–3, 7–5          | Mark Edmondson Sherwood Stewart | Gene Mayer Mike Bauer           | João Soares Anders Järryd Eric Jelen Steve Denton         |
| 9 aprile  | ATP Nizza 1984 Nizza, Francia Terra rossa - 85 000 $ Singolare - Doppio                       | Andrés Gómez 6-1 6-4                       | Henrik Sundström                | Joakim Nyström Roberto Argüello | Dominique Bedel Emilio Sánchez Juan Aguilera Van Winitsky |
| 9 aprile  | ATP Nizza 1984 Nizza, Francia Terra rossa - 85 000 $ Singolare - Doppio                       | Jan Gunnarsson Michael Mortensen 6-1, 7-5  | Hans Gildemeister Andrés Gómez  | Joakim Nyström Roberto Argüello | Dominique Bedel Emilio Sánchez Juan Aguilera Van Winitsky |
| 16 aprile | Monte Carlo Open 1984 Monte Carlo, Monaco Terra rossa - 325 000$ Singolare - Doppio           | Henrik Sundström 6-3 7-5 6-2               | Mats Wilander                   | Jimmy Arias Yannick Noah        | Ivan Lendl Scott Davis Andrés Gómez Guillermo Vilas       |
| 16 aprile | Monte Carlo Open 1984 Monte Carlo, Monaco Terra rossa - 325 000$ Singolare - Doppio           | Mark Edmondson Sherwood Stewart 6-2, 6-1   | Jan Gunnarsson Mats Wilander    | Jimmy Arias Yannick Noah        | Ivan Lendl Scott Davis Andrés Gómez Guillermo Vilas       |
| 23 aprile | Aix-en-Provence Open 1984 Aix-en-Provence, Francia Terra rossa - 75 000 $ Singolare - Doppio  | Juan Aguilera 6-4 7-5                      | Fernando Luna                   | Paul McNamee Trevor Allan       | José Luis Clerc Pat Cash Joakim Nyström Diego Pérez       |
| 23 aprile | Aix-en-Provence Open 1984 Aix-en-Provence, Francia Terra rossa - 75 000 $ Singolare - Doppio  | Pat Cash Paul McNamee 4–6, 6–3, 6–4        | Chris Lewis Wally Masur         | Paul McNamee Trevor Allan       | José Luis Clerc Pat Cash Joakim Nyström Diego Pérez       |

### Maggio
| Settimana | Torneo | Vincitore                                          | Finalista                      | Semifinalisti                   | Eliminati ai quarti                                                     |
| --------- | --- | -------------------------------------------------- | ------------------------------ | ------------------------------- | ----------------------------------------------------------------------- |
| 7 maggio  | ATP Firenze 1984 Firenze, Italia Terra rossa - 75 000 $ Singolare - Doppio                                     | Francesco Cancellotti 6-1 6-4                      | Jimmy Brown                    | Gianni Ocleppo Tarik Benhabiles | David De Miguel Lapiedra Mark Dickson Claudio Mezzadri Stefan Simonsson |
| 7 maggio  | ATP Firenze 1984 Firenze, Italia Terra rossa - 75 000 $ Singolare - Doppio                                     | Mark Dickson Chip Hooper 7-6, 4-6, 7-5             | Bernard Mitton Butch Walts     | Gianni Ocleppo Tarik Benhabiles | David De Miguel Lapiedra Mark Dickson Claudio Mezzadri Stefan Simonsson |
| 7 maggio  | ATP German Open 1984 Amburgo, Germania dell'Ovest Terra rossa - 315 000 $ Singolare - Doppio                   | Juan Aguilera 6-4, 2-6, 2-6, 6-4, 6-4              | Henrik Sundström               | Mats Wilander Guillermo Vilas   | Libor Pimek Andrés Gómez Gene Mayer Yannick Noah                        |
| 7 maggio  | ATP German Open 1984 Amburgo, Germania dell'Ovest Terra rossa - 315 000 $ Singolare - Doppio                   | Stefan Edberg Anders Järryd 6-4, 6-3               | Heinz Günthardt Balázs Taróczy | Mats Wilander Guillermo Vilas   | Libor Pimek Andrés Gómez Gene Mayer Yannick Noah                        |
| 13 maggio | Internazionali d'Italia 1984 Roma, Italia Terra rossa - 315 000 $ Singolare - Doppio                           | Andrés Gómez 2–6, 6–1, 6–2, 6–2                    | Aaron Krickstein               | Diego Pérez José Luis Clerc     | Francesco Cancellotti Mark Dickson Pablo Arraya Claudio Panatta         |
| 13 maggio | Internazionali d'Italia 1984 Roma, Italia Terra rossa - 315 000 $ Singolare - Doppio                           | Ken Flach Robert Seguso 3–6, 6–3, 6–4              | John Alexander Mike Leach      | Diego Pérez José Luis Clerc     | Francesco Cancellotti Mark Dickson Pablo Arraya Claudio Panatta         |
| 14 maggio | Internazionali di Tennis di Baviera 1984 Monaco di Baviera, Germania Terra rossa - 93 000 $ Singolare - Doppio | Libor Pimek 6-4, 4-6, 7-6, 6-4                     | Gene Mayer                     | John Frawley Michael Westphal   | Jaromír Bečka Zoltán Kuhárszky Chip Hooper Bernie Mitton                |
| 14 maggio | Internazionali di Tennis di Baviera 1984 Monaco di Baviera, Germania Terra rossa - 93 000 $ Singolare - Doppio | Boris Becker Wojciech Fibak 6-4, 4-6, 6-1          | Eric Fromm Florin Segărceanu   | John Frawley Michael Westphal   | Jaromír Bečka Zoltán Kuhárszky Chip Hooper Bernie Mitton                |
| 28 maggio | Open di Francia 1984 Parigi, Francia Grande Slam Terra rossa Singolare - Doppio - Doppio misto                 | Ivan Lendl 3–6, 2–6, 6–4, 7–5, 7–5                 | John McEnroe                   | Jimmy Connors Mats Wilander     | Jimmy Arias Henrik Sundström Yannick Noah Andrés Gómez                  |
| 28 maggio | Open di Francia 1984 Parigi, Francia Grande Slam Terra rossa Singolare - Doppio - Doppio misto                 | Henri Leconte Yannick Noah 6–4, 2–6, 3–6, 6–3, 6–2 | Pavel Složil Tomáš Šmíd        | Jimmy Connors Mats Wilander     | Jimmy Arias Henrik Sundström Yannick Noah Andrés Gómez                  |
| 28 maggio | Open di Francia 1984 Parigi, Francia Grande Slam Terra rossa Singolare - Doppio - Doppio misto                 | Doppio misto: Anne Smith Dick Stockton 6–2, 6–4    | Anne Minter Laurie Warder      | Jimmy Connors Mats Wilander     | Jimmy Arias Henrik Sundström Yannick Noah Andrés Gómez                  |

### Giugno
| Settimana | Torneo                                                                                        | Vincitore                                          | Finalista                      | Semifinalisti               | Eliminati ai quarti                                  |
| --------- | --------------------------------------------------------------------------------------------- | -------------------------------------------------- | ------------------------------ | --------------------------- | ---------------------------------------------------- |
| 11 giugno | Queen's Club Championships 1984 Londra, Gran Bretagna Erba - 200 000 $ Singolare - Doppio     | John McEnroe 6-1 3-6 6-2                           | Leif Shiras                    | Jimmy Connors Rodney Harmon | Danie Visser Tim Mayotte Russell Simpson Guy Forget  |
| 11 giugno | Queen's Club Championships 1984 Londra, Gran Bretagna Erba - 200 000 $ Singolare - Doppio     | Pat Cash Paul McNamee 6–4, 6–3                     | Bernard Mitton Butch Walts     | Jimmy Connors Rodney Harmon | Danie Visser Tim Mayotte Russell Simpson Guy Forget  |
| 18 giugno | Bristol Open 1984 Bristol, Gran Bretagna Erba - 100 000 $ Singolare - Doppio                  | Johan Kriek 6-7 7-6 6-4                            | Brian Teacher                  | Nduka Odizor Lloyd Bourne   | Tim Gullikson Jeff Turpin John Alexander Marty Davis |
| 18 giugno | Bristol Open 1984 Bristol, Gran Bretagna Erba - 100 000 $ Singolare - Doppio                  | Larry Stefanki Robert Van't Hof 7–6, 7–6           | John Alexander John Fitzgerald | Nduka Odizor Lloyd Bourne   | Tim Gullikson Jeff Turpin John Alexander Marty Davis |
| 25 giugno | Torneo di Wimbledon 1984 Wimbledon, Gran Bretagna Grande Slam Erba Singolare - Doppio - Misto | John McEnroe 6-1 6-1 6-2                           | Jimmy Connors                  | Pat Cash Ivan Lendl         | John Sadri Andrés Gómez Paul Annacone Tomáš Šmíd     |
| 25 giugno | Torneo di Wimbledon 1984 Wimbledon, Gran Bretagna Grande Slam Erba Singolare - Doppio - Misto | Peter Fleming John McEnroe 6–2, 5–7, 6–2, 3–6, 6–3 | Pat Cash Paul McNamee          | Pat Cash Ivan Lendl         | John Sadri Andrés Gómez Paul Annacone Tomáš Šmíd     |
| 25 giugno | Torneo di Wimbledon 1984 Wimbledon, Gran Bretagna Grande Slam Erba Singolare - Doppio - Misto | Doppio misto: Wendy Turnbull John Lloyd 6–3, 6–3   | Kathy Jordan Steve Denton      | Pat Cash Ivan Lendl         | John Sadri Andrés Gómez Paul Annacone Tomáš Šmíd     |

### Luglio
| Settimana | Torneo | Vincitore                                      | Finalista                       | Semifinalisti                    | Eliminati ai quarti                                                   |
| --------- | --- | ---------------------------------------------- | ------------------------------- | -------------------------------- | --------------------------------------------------------------------- |
| 9 luglio  | Swiss Open Gstaad 1984 Gstaad, Svizzera Terra rossa - 125 000 $ Singolare - Doppio                           | Joakim Nyström 6-4 6-2                         | Brian Teacher                   | Trevor Allan José Higueras       | Heinz Günthardt Steve Meister Wojciech Fibak Lloyd Bourne rowspan=2\| |
| 9 luglio  | Swiss Open Gstaad 1984 Gstaad, Svizzera Terra rossa - 125 000 $ Singolare - Doppio                           | Heinz Günthardt Markus Günthardt 6-4, 3-6, 7-6 | Givaldo Barbosa João Soares     | Trevor Allan José Higueras       | Heinz Günthardt Steve Meister Wojciech Fibak Lloyd Bourne rowspan=2\| |
| 9 luglio  | Hall of Fame Tennis Championships 1984 Newport, USA Erba - 100 000 $ Singolare - Doppio                      | Vijay Amritraj 3-6 6-4 6-4                     | Tim Mayotte                     | John Sadri Leif Shiras           | Brad Drewett Paul Annacone Tom Gullikson Matt Mitchell                |
| 9 luglio  | Hall of Fame Tennis Championships 1984 Newport, USA Erba - 100 000 $ Singolare - Doppio                      | David Graham Laurie Warder 6-4, 7-6            | Ken Flach Robert Seguso         | John Sadri Leif Shiras           | Brad Drewett Paul Annacone Tom Gullikson Matt Mitchell                |
| 16 luglio | Swedish Open 1984 Båstad, Svezia Terra rossa - 75 000 $ Singolare - Doppio                                   | Henrik Sundström 3-6 7-5 6-3                   | Anders Järryd                   | Stefan Edberg Joakim Nyström     | Jan Gunnarsson Hans Dieter Beutel Michiel Schapers Jaroslav Navrátil  |
| 16 luglio | Swedish Open 1984 Båstad, Svezia Terra rossa - 75 000 $ Singolare - Doppio                                   | Jan Gunnarsson Michael Mortensen 6-0, 6-0      | Juan Avendaño Fernando Roese    | Stefan Edberg Joakim Nyström     | Jan Gunnarsson Hans Dieter Beutel Michiel Schapers Jaroslav Navrátil  |
| 16 luglio | U.S. Pro Tennis Championships 1984 Boston, Massachusetts, Stati Uniti Cemento - 200 000 $ Singolare - Doppio | Aaron Krickstein 7-6 3-6 6-4                   | José Luis Clerc                 | Pavel Složil Andrés Gómez        | Jimmy Arias John Alexander Mike Leach Guillermo Vilas                 |
| 16 luglio | U.S. Pro Tennis Championships 1984 Boston, Massachusetts, Stati Uniti Cemento - 200 000 $ Singolare - Doppio | Ken Flach Robert Seguso 6-4, 6-4               | Gary Donnelly Ernie Fernández   | Pavel Složil Andrés Gómez        | Jimmy Arias John Alexander Mike Leach Guillermo Vilas                 |
| 16 luglio | Mercedes Cup 1984 Stoccarda, Germania Terra rossa - 100 000 $ Singolare - Doppio                             | Henri Leconte 7-6, 6-0, 1-6, 6-1               | Gene Mayer                      | Eliot Teltscher Tomáš Šmíd       | Brian Teacher Zoltán Kuhárszky Chris Lewis José Higueras              |
| 16 luglio | Mercedes Cup 1984 Stoccarda, Germania Terra rossa - 100 000 $ Singolare - Doppio                             | Sandy Mayer Andreas Maurer 7-6, 6-4            | Fritz Buehning Ferdi Taygan     | Eliot Teltscher Tomáš Šmíd       | Brian Teacher Zoltán Kuhárszky Chris Lewis José Higueras              |
| 23 luglio | Dutch Open 1984 Hilversum, Paesi Bassi Terra rossa - 75 000 $ Singolare - Doppio                             | Anders Järryd 6-3 6-3 2-6 6-2                  | Tomáš Šmíd                      | Carlos Castellan Bernard Boileau | Damir Keretić Stanislav Birner Jonathan Smith Kent Carlsson           |
| 23 luglio | Dutch Open 1984 Hilversum, Paesi Bassi Terra rossa - 75 000 $ Singolare - Doppio                             | Anders Järryd Tomáš Šmíd 6-4 5-7 7-6           | Broderick Dyke Michael Fancutt  | Carlos Castellan Bernard Boileau | Damir Keretić Stanislav Birner Jonathan Smith Kent Carlsson           |
| 23 luglio | Austrian Open 1984 Kitzbühel, Austria Terra rossa - 100 000 $ Singolare - Doppio                             | José Higueras 7-5 3-6 6-1                      | Víctor Pecci                    | Henri Leconte Brian Teacher      | Slobodan Živojinović Colin Dowdeswell Raúl Viver Kim Warwick          |
| 23 luglio | Austrian Open 1984 Kitzbühel, Austria Terra rossa - 100 000 $ Singolare - Doppio                             | Henri Leconte Pascal Portes 2-6, 7-6, 7-6      | Colin Dowdeswell Wojciech Fibak | Henri Leconte Brian Teacher      | Slobodan Živojinović Colin Dowdeswell Raúl Viver Kim Warwick          |
| 23 luglio | Washington Open 1984 Washington, Stati Uniti Cemento - 200 000 $ Singolare - Doppio                          | Andrés Gómez 6-2 6-2                           | Aaron Krickstein                | Thierry Tulasne Guillermo Vilas  | Dan Goldie Diego Pérez Pablo Arraya Mel Purcell                       |
| 23 luglio | Washington Open 1984 Washington, Stati Uniti Cemento - 200 000 $ Singolare - Doppio                          | Pavel Složil Ferdi Taygan 7-6, 6-1             | Drew Gitlin Blaine Willenborg   | Thierry Tulasne Guillermo Vilas  | Dan Goldie Diego Pérez Pablo Arraya Mel Purcell                       |
| 30 luglio | Livingston Open 1984 Livingston, Stati Uniti Cemento - 125 000 $ Singolare - Doppio                          | Johan Kriek 6-2 6-4                            | Michael Westphal                | Bob Green Vincent Van patten     | Leif Shiras Sammy Giammalva Mike De Palmer Dan Cassidy                |
| 30 luglio | Livingston Open 1984 Livingston, Stati Uniti Cemento - 125 000 $ Singolare - Doppio                          | Scott Davis Ben Testerman 6–4, 6–4             | Paul Annacone Glenn Michibata   | Bob Green Vincent Van patten     | Leif Shiras Sammy Giammalva Mike De Palmer Dan Cassidy                |
| 30 luglio | ATP Volvo International 1984 North Conway, Stati Uniti Cemento - 255 000 $ - 56S/28D Singolare - Doppio      | Joakim Nyström 6-2 7-5                         | Tim Wilkison                    | Juan Aguilera Víctor Pecci       | Andrés Gómez Francesco Cancellotti Jay Lapidus Blaine Willenborg      |
| 30 luglio | ATP Volvo International 1984 North Conway, Stati Uniti Cemento - 255 000 $ - 56S/28D Singolare - Doppio      | Brian Gottfried Tomáš Šmíd 6–4, 6–2            | Cássio Motta Blaine Willenborg  | Juan Aguilera Víctor Pecci       | Andrés Gómez Francesco Cancellotti Jay Lapidus Blaine Willenborg      |

### Agosto
| Settimana | Torneo | Vincitore                                                 | Finalista                               | Semifinalisti                  | Eliminati ai quarti                                         |
| --------- | --- | --------------------------------------------------------- | --------------------------------------- | ------------------------------ | ----------------------------------------------------------- |
| 6 agosto  | ATP Cleveland 1984 Cleveland, Stati Uniti Cemento - 100 000 $ - 56S/28D Singolare - Doppio                               | Terry Moor 3-6 7-6 6-2                                    | Marty Davis                             | Matt Mitchell Jeff Klaparda    | David Dowlen David Pate Greg Holmes Mike De Palmer          |
| 6 agosto  | ATP Cleveland 1984 Cleveland, Stati Uniti Cemento - 100 000 $ - 56S/28D Singolare - Doppio                               | Francisco González Matt Mitchell 7–6, 7–5                 | Martin Davis Chris Dunk                 | Matt Mitchell Jeff Klaparda    | David Dowlen David Pate Greg Holmes Mike De Palmer          |
| 6 agosto  | U.S. Men's Clay Court Championships 1984 Indianapolis, Indiana, USA Terra rossa - 574 000 $ - 56S/28D Singolare - Doppio | Andrés Gómez 6-0 7-6                                      | Balázs Taróczy                          | Heinz Günthardt Libor Pimek    | Pablo Arraya Thierry Tulasne Hans Gildemeister Martín Jaite |
| 6 agosto  | U.S. Men's Clay Court Championships 1984 Indianapolis, Indiana, USA Terra rossa - 574 000 $ - 56S/28D Singolare - Doppio | Ken Flach Robert Seguso 7-6, 7-5                          | Heinz Günthardt Balázs Taróczy          | Heinz Günthardt Libor Pimek    | Pablo Arraya Thierry Tulasne Hans Gildemeister Martín Jaite |
| 8 agosto  | Tennis ai Giochi della XXIII Olimpiade Los Angeles, Stati Uniti                                                          | Stefan Edberg 6-1 7–6(6)                                  | Francisco Maciel                        | Jimmy Arias Paolo Canè         | Michael Westphal Guy Forget Jakob Hlasek Simon Youl         |
| 13 agosto | Columbus Open 1984 Columbus, Stati Uniti Cemento - 100 000 $ - 32S/16D Singolare - Doppio                                | Brad Gilbert 6-3 2-6 6-3                                  | Hank Pfister                            | Vincent Van patten Libor Pimek | Terry Moor Danie Visser Sammy Giammalva Brian Teacher       |
| 13 agosto | Columbus Open 1984 Columbus, Stati Uniti Cemento - 100 000 $ - 32S/16D Singolare - Doppio                                | Sandy Mayer Stan Smith 6–4, 6–7, 7–5                      | Charles Bud Cox Terry Moor              | Vincent Van patten Libor Pimek | Terry Moor Danie Visser Sammy Giammalva Brian Teacher       |
| 13 agosto | Canada Open 1984 Toronto, Canada Cemento - 450 000 $ Singolare - Doppio                                                  | John McEnroe 6-0 6-3                                      | Vitas Gerulaitis                        | Kevin Curren Jimmy Connors     | Scott McCain Jimmy Arias Eliot Teltscher Peter Fleming      |
| 13 agosto | Canada Open 1984 Toronto, Canada Cemento - 450 000 $ Singolare - Doppio                                                  | Peter Fleming John McEnroe 6-4, 6-2                       | John Fitzgerald Kim Warwick             | Kevin Curren Jimmy Connors     | Scott McCain Jimmy Arias Eliot Teltscher Peter Fleming      |
| 20 agosto | Cincinnati Open 1984 Cincinnati, Stati Uniti Cemento - 375 000 $ - 56S/28D Singolare - Doppio                            | Mats Wilander 7-6 6-3                                     | Anders Järryd                           | Joakim Nyström Jimmy Connors   | Paul McNamee Dan Cassidy John Sadri Stefan Edberg           |
| 20 agosto | Cincinnati Open 1984 Cincinnati, Stati Uniti Cemento - 375 000 $ - 56S/28D Singolare - Doppio                            | Francisco González Matt Mitchell 4-6, 6-3, 7-6            | Sandy Mayer Balázs Taróczy              | Joakim Nyström Jimmy Connors   | Paul McNamee Dan Cassidy John Sadri Stefan Edberg           |
| 27 agosto | US Open 1984 New York, Stati Uniti Grande Slam Cemento - 128S/64D Singolare - Doppio - Doppio misto                      | John McEnroe 6-3 6-4 6-1                                  | Ivan Lendl                              | Jimmy Connors Pat Cash         | Gene Mayer John Lloyd Mats Wilander Andrés Gómez            |
| 27 agosto | US Open 1984 New York, Stati Uniti Grande Slam Cemento - 128S/64D Singolare - Doppio - Doppio misto                      | John Fitzgerald Tomáš Šmíd 7–6, 6–3, 6–3                  | Stefan Edberg Anders Järryd             | Jimmy Connors Pat Cash         | Gene Mayer John Lloyd Mats Wilander Andrés Gómez            |
| 27 agosto | US Open 1984 New York, Stati Uniti Grande Slam Cemento - 128S/64D Singolare - Doppio - Doppio misto                      | Doppio misto: Manuela Maleeva Tom Gullikson 2–6, 7–5, 6–4 | Elizabeth Sayers Smylie John Fitzgerald | Jimmy Connors Pat Cash         | Gene Mayer John Lloyd Mats Wilander Andrés Gómez            |

### Settembre
| Settimana    | Torneo | Vincitore                                  | Finalista                          | Semifinalisti                  | Eliminati ai quarti                                     |
| ------------ | --- | ------------------------------------------ | ---------------------------------- | ------------------------------ | ------------------------------------------------------- |
| 9 settembre  | Los Angeles Open 1984 Los Angeles, California, Stati Uniti Cemento - 255 000 $ Singolare - Doppio               | Jimmy Connors 6-4 4-6 6-4                  | Eliot Teltscher                    | Ramesh Krishnan Dan Goldie     | David Pate Peter Fleming Bruce Manson John Frawley      |
| 9 settembre  | Los Angeles Open 1984 Los Angeles, California, Stati Uniti Cemento - 255 000 $ Singolare - Doppio               | Ken Flach Robert Seguso 4-6, 6-4, 6-3      | Wojciech Fibak Sandy Mayer         | Ramesh Krishnan Dan Goldie     | David Pate Peter Fleming Bruce Manson John Frawley      |
| 10 settembre | Campionati Internazionali di Sicilia 1984 Palermo, Italia Terra rossa - 100 000 $ Singolare - Doppio            | Francesco Cancellotti 6-0 6-3              | Miloslav Mečíř                     | Roberto Argüello Tomáš Šmíd    | Diego Pérez Peter Bastiansen Jordi Arrese Luca Bottazzi |
| 10 settembre | Campionati Internazionali di Sicilia 1984 Palermo, Italia Terra rossa - 100 000 $ Singolare - Doppio            | Tomáš Šmíd Blaine Willenborg 6-7, 6-3, 6-0 | Claudio Panatta Henrik Sundström   | Roberto Argüello Tomáš Šmíd    | Diego Pérez Peter Bastiansen Jordi Arrese Luca Bottazzi |
| 10 settembre | Tel Aviv Open 1984 Tel Aviv, Israele Cemento - 90 000 $ Singolare - Doppio                                      | Aaron Krickstein 6-4 6-1                   | Shahar Perkiss                     | Bob Green Amos Mansdorf        | Jakob Hlasek Shlomo Glickstein Brian Levine Marc Flur   |
| 10 settembre | Tel Aviv Open 1984 Tel Aviv, Israele Cemento - 90 000 $ Singolare - Doppio                                      | Peter Doohan Brian Levine 6–3, 6–4         | Colin Dowdeswell Jakob Hlasek      | Bob Green Amos Mansdorf        | Jakob Hlasek Shlomo Glickstein Brian Levine Marc Flur   |
| 17 settembre | Bordeaux Open 1984 Bordeaux, Francia Terra rossa - 75 000 $ Singolare - Doppio                                  | José Higueras 7-6 6-1                      | Francesco Cancellotti              | Jimmy Brown Víctor Pecci       | Miloslav Mečíř Pavel Složil Guy Forget Joakim Nyström   |
| 17 settembre | Bordeaux Open 1984 Bordeaux, Francia Terra rossa - 75 000 $ Singolare - Doppio                                  | Pavel Složil Blaine Willenborg 6-1, 6-4    | Loic Courteau Guy Forget           | Jimmy Brown Víctor Pecci       | Miloslav Mečíř Pavel Složil Guy Forget Joakim Nyström   |
| 17 settembre | Geneva Open 1984 Ginevra, Svizzera Terra rossa - 100 000 $ Singolare - Doppio                                   | Aaron Krickstein 6-7 6-1 6-4               | Henrik Sundström                   | Alejandro Ganzábal Libor Pimek | Mats Wilander Tomáš Šmíd Juan Aguilera Damir Keretić    |
| 17 settembre | Geneva Open 1984 Ginevra, Svizzera Terra rossa - 100 000 $ Singolare - Doppio                                   | Michael Mortensen Mats Wilander 6–3, 6–4   | Libor Pimek Tomáš Šmíd             | Alejandro Ganzábal Libor Pimek | Mats Wilander Tomáš Šmíd Juan Aguilera Damir Keretić    |
| 17 settembre | Pacific Coast Championships 1984 San Francisco, California, USA Sintetico indoor - 265 000 $ Singolare - Doppio | John McEnroe 6-4 6-4                       | Brad Gilbert                       | Eliot Teltscher Terry Moor     | John Lloyd Kevin Curren Thomas Högstedt Bill Scanlon    |
| 17 settembre | Pacific Coast Championships 1984 San Francisco, California, USA Sintetico indoor - 265 000 $ Singolare - Doppio | Peter Fleming John McEnroe 6-3, 6-4        | Mike De Palmer Sammy Giammalva Jr. | Eliot Teltscher Terry Moor     | John Lloyd Kevin Curren Thomas Högstedt Bill Scanlon    |
| 24 settembre | Hawaiian Open 1984 Honolulu, Hawaii, Stati Uniti Cemento - 117 000 $ Singolare - Doppio                         | Marty Davis 6-1 6-2                        | David Pate                         | Greg Holmes John Sadri         | Paul Annacone Sammy Giammalva Brad Gilbert Mark Dickson |
| 24 settembre | Hawaiian Open 1984 Honolulu, Hawaii, Stati Uniti Cemento - 117 000 $ Singolare - Doppio                         | Gary Donnelly Butch Walts 7–6, 6–4         | Mark Dickson Mike Leach            | Greg Holmes John Sadri         | Paul Annacone Sammy Giammalva Brad Gilbert Mark Dickson |

### Ottobre
| Settimana  | Torneo                                                                                               | Vincitore                                      | Finalista                       | Semifinalisti                  | Eliminati ai quarti                                       |
| ---------- | --- | ---------------------------------------------- | ------------------------------- | ------------------------------ | --------------------------------------------------------- |
| 1º ottobre | Torneo Godó 1984 Barcellona, Spagna Terra rossa - 225 000 $ Singolare - Doppio                       | Mats Wilander 7-6, 6-4, 0-6, 6-2               | Joakim Nyström                  | Henrik Sundström Hans Schwaier | Martín Jaite Alberto Tous Miloslav Mečíř Jimmy Arias      |
| 1º ottobre | Torneo Godó 1984 Barcellona, Spagna Terra rossa - 225 000 $ Singolare - Doppio                       | Pavel Složil Tomáš Šmíd 6-2, 6-0               | Martín Jaite Víctor Pecci       | Henrik Sundström Hans Schwaier | Martín Jaite Alberto Tous Miloslav Mečíř Jimmy Arias      |
| 1º ottobre | GWA Tennis Classic 1984 Brisbane, Australia Sintetico indoor - 140 000 $ Singolare - Doppio          | Eliot Teltscher 3-6 6-4 6-4                    | Francisco González              | Chip Hooper Mark Dickson       | Ben Testerman John Frawley Mike Leach Todd Nelson         |
| 1º ottobre | GWA Tennis Classic 1984 Brisbane, Australia Sintetico indoor - 140 000 $ Singolare - Doppio          | Francisco González Matt Mitchell 6-7, 6-2, 7-5 | Broderick Dyke Wally Masur      | Chip Hooper Mark Dickson       | Ben Testerman John Frawley Mike Leach Todd Nelson         |
| 8 ottobre  | Swiss Indoors 1984 Basilea, Svizzera Cemento indoor - 120 000 $ Singolare - Doppio                   | Joakim Nyström 6-3 3-6 6-4                     | Tim Wilkison                    | Stefan Edberg Michiel Schapers | Tomáš Šmíd Pavel Složil Guillermo Vilas Jimmy Brown       |
| 8 ottobre  | Swiss Indoors 1984 Basilea, Svizzera Cemento indoor - 120 000 $ Singolare - Doppio                   | Pavel Složil Tomáš Šmíd 7-6, 6-2               | Stefan Edberg Tim Wilkison      | Stefan Edberg Michiel Schapers | Tomáš Šmíd Pavel Složil Guillermo Vilas Jimmy Brown       |
| 8 ottobre  | Australian Indoor Championships 1984 Sydney, Australia Cemento indoor - 310 000 $ Singolare - Doppio | Anders Järryd 6-3 6-2 6-4                      | Ivan Lendl                      | Eliot Teltscher Ben Testerman  | Peter Fleming Brad Drewett Mike De Palmer Vijay Amritraj  |
| 8 ottobre  | Australian Indoor Championships 1984 Sydney, Australia Cemento indoor - 310 000 $ Singolare - Doppio | Anders Järryd Hans Simonsson 6–4, 6–4          | Mark Edmondson Sherwood Stewart | Eliot Teltscher Ben Testerman  | Peter Fleming Brad Drewett Mike De Palmer Vijay Amritraj  |
| 8 ottobre  | Japan Open Tennis Championships 1984 Tokyo, Giappone Cemento - 195 000 $ Singolare - Doppio          | David Pate 6-3 7-5                             | Terry Moor                      | Jay Lapidus Brad Gilbert       | Bruce Derlin Larry Stefanki Ramesh Krishnan Drew Gitlin   |
| 8 ottobre  | Japan Open Tennis Championships 1984 Tokyo, Giappone Cemento - 195 000 $ Singolare - Doppio          | David Dowlen Nduka Odizor 6-7, 6-4, 6-3        | Mark Dickson Steve Meister      | Jay Lapidus Brad Gilbert       | Bruce Derlin Larry Stefanki Ramesh Krishnan Drew Gitlin   |
| 15 ottobre | Cologne Grand Prix 1984 Colonia, Germania Cemento - 75 000 $ Singolare - Doppio                      | Joakim Nyström 7-6 6-2                         | Miloslav Mečíř                  | Marko Ostoja Tim Wilkison      | Sandy Mayer Jan Gunnarsson Pavel Složil Stefan Edberg     |
| 15 ottobre | Cologne Grand Prix 1984 Colonia, Germania Cemento - 75 000 $ Singolare - Doppio                      | Wojciech Fibak Sandy Mayer 6–1, 6–3            | Jan Gunnarsson Joakim Nyström   | Marko Ostoja Tim Wilkison      | Sandy Mayer Jan Gunnarsson Pavel Složil Stefan Edberg     |
| 15 ottobre | Melbourne Indoor 1984 Melbourne, Australia Sintetico indoor - 200 000 $ Singolare - Doppio           | Matt Mitchell 6-4 3-6 6-2                      | Pat Cash                        | Mike Bauer Chip Hooper         | Brad Drewett Marcel Freeman Mike Leach Wally Masur        |
| 15 ottobre | Melbourne Indoor 1984 Melbourne, Australia Sintetico indoor - 200 000 $ Singolare - Doppio           | Broderick Dyke Wally Masur 6–3, 6–2            | Peter Johnston John McCurdy     | Mike Bauer Chip Hooper         | Brad Drewett Marcel Freeman Mike Leach Wally Masur        |
| 15 ottobre | Tokyo Indoor 1984 Tokyo, Giappone Sintetico indoor - 375 000 $ Singolare - Doppio                    | Jimmy Connors 6-4 3-6 6-0                      | Ivan Lendl                      | Andrés Gómez Ramesh Krishnan   | Mark Dickson Eric Korita Mats Wilander Vijay Amritraj     |
| 15 ottobre | Tokyo Indoor 1984 Tokyo, Giappone Sintetico indoor - 375 000 $ Singolare - Doppio                    | Sammy Giammalva Jr. Tony Giammalva 7-6, 6-4    | Mark Edmondson Sherwood Stewart | Andrés Gómez Ramesh Krishnan   | Mark Dickson Eric Korita Mats Wilander Vijay Amritraj     |
| 22 ottobre | Hong Kong Open 1984 Hong Kong, Cina Cemento - 200 000 $ Singolare - Doppio                           | Andrés Gómez 6-3 6-2                           | Tomáš Šmíd                      | Terry Moor Brad Gilbert        | Mike Bauer Bob Green John Sadri Ramesh Krishnan           |
| 22 ottobre | Hong Kong Open 1984 Hong Kong, Cina Cemento - 200 000 $ Singolare - Doppio                           | Ken Flach Robert Seguso 6–7, 6–3, 7–5          | Mark Edmondson Paul McNamee     | Terry Moor Brad Gilbert        | Mike Bauer Bob Green John Sadri Ramesh Krishnan           |
| 22 ottobre | Vienna Open 1984 Vienna, Austria Sintetico indoor - 122 000 $ Singolare - Doppio                     | Tim Wilkison 6-1 6-1 6-2                       | Pavel Složil                    | Mel Purcell Henri Leconte      | Jimmy Brown Heinz Günthardt Wojciech Fibak Jan Gunnarsson |
| 22 ottobre | Vienna Open 1984 Vienna, Austria Sintetico indoor - 122 000 $ Singolare - Doppio                     | Wojciech Fibak Sandy Mayer 6–4, 6–4            | Heinz Günthardt Balázs Taróczy  | Mel Purcell Henri Leconte      | Jimmy Brown Heinz Günthardt Wojciech Fibak Jan Gunnarsson |
| 29 ottobre | Stockholm Open 1984 Stoccolma, Svezia Sintetico indoor - 315 000 $ Singolare - Doppio                | John McEnroe 6-2 3-6 6-2                       | Mats Wilander                   | Anders Järryd Jimmy Connors    | Wojciech Fibak Joakim Nyström Guy Forget Johan Kriek      |
| 29 ottobre | Stockholm Open 1984 Stoccolma, Svezia Sintetico indoor - 315 000 $ Singolare - Doppio                | Henri Leconte Tomáš Šmíd 7–5, 7–5              | Vijay Amritraj Ilie Năstase     | Anders Järryd Jimmy Connors    | Wojciech Fibak Joakim Nyström Guy Forget Johan Kriek      |
| 29 ottobre | ATP Taipei 1984 Taipei, Taiwan Sintetico indoor - 75 000 $ Singolare - Doppio                        | Brad Gilbert 6-3 6-3                           | Wally Masur                     | Larry Stefanki Ramesh Krishnan | Marty Davis Robert Seguso Hank Pfister Lloyd Bourne       |
| 29 ottobre | ATP Taipei 1984 Taipei, Taiwan Sintetico indoor - 75 000 $ Singolare - Doppio                        | Ken Flach Robert Seguso 6-1, 6-7, 6-2          | Drew Gitlin Hank Pfister        | Larry Stefanki Ramesh Krishnan | Marty Davis Robert Seguso Hank Pfister Lloyd Bourne       |

### Novembre
| Settimana   | Torneo | Vincitore                                     | Finalista                       | Semifinalisti                  | Eliminati ai quarti                                          |
| ----------- | --- | --------------------------------------------- | ------------------------------- | ------------------------------ | ------------------------------------------------------------ |
| 5 novembre  | Wembley Championship 1984 Wembley, Gran Bretagna Sintetico indoor - 223 520 $ Singolare - Doppio           | Ivan Lendl 7-6 6-2 6-1                        | Andrés Gómez                    | Peter Fleming Jimmy Connors    | Cássio Motta Vitas Gerulaitis Balázs Taróczy Guy Forget      |
| 5 novembre  | Wembley Championship 1984 Wembley, Gran Bretagna Sintetico indoor - 223 520 $ Singolare - Doppio           | Andrés Gómez Ivan Lendl 6-2, 6-2              | Pavel Složil Tomáš Šmíd         | Peter Fleming Jimmy Connors    | Cássio Motta Vitas Gerulaitis Balázs Taróczy Guy Forget      |
| 12 novembre | Torneo Internazionale Città di Treviso 1984 Treviso, Italia Sintetico indoor - 75 000 $ Singolare - Doppio | Vitas Gerulaitis 6-1 6-1                      | Tarik Benhabiles                | John Sadri Tim Wilkison        | Jan Gunnarsson Claudio Panatta Todd Nelson Hans Schwaier     |
| 12 novembre | Torneo Internazionale Città di Treviso 1984 Treviso, Italia Sintetico indoor - 75 000 $ Singolare - Doppio | Pavel Složil Tim Wilkison 6–2, 6–3            | Jan Gunnarsson Sherwood Stewart | John Sadri Tim Wilkison        | Jan Gunnarsson Claudio Panatta Todd Nelson Hans Schwaier     |
| 19 novembre | South African Open 1984 Johannesburg, Sudafrica Cemento - 200 000 $ Singolare - Doppio                     | Eliot Teltscher 6-3 6-1 7-6                   | Vitas Gerulaitis                | Steve Meister Brad Gilbert     | Colin Dowdeswell Bob Green José Luis Clerc John Fitzgerald   |
| 19 novembre | South African Open 1984 Johannesburg, Sudafrica Cemento - 200 000 $ Singolare - Doppio                     | Tracy Delatte Francisco González 7-6, 6-1     | Steve Meister Eliot Teltscher   | Steve Meister Brad Gilbert     | Colin Dowdeswell Bob Green José Luis Clerc John Fitzgerald   |
| 19 novembre | Grand Prix de Tennis de Toulouse 1984 Tolosa, Francia Cemento indoor - 100 000 $ Singolare - Doppio        | Mark Dickson 7-6 6-4                          | Heinz Günthardt                 | Anders Järryd Michael Westphal | Jaroslav Navrátil Pascal Portes Ricki Osterthun Yannick Noah |
| 19 novembre | Grand Prix de Tennis de Toulouse 1984 Tolosa, Francia Cemento indoor - 100 000 $ Singolare - Doppio        | Jan Gunnarsson Michael Mortensen 6-4, 6-2     | Pavel Složil Tim Wilkison       | Anders Järryd Michael Westphal | Jaroslav Navrátil Pascal Portes Ricki Osterthun Yannick Noah |
| 26 novembre | Australian Open 1984 Melbourne, Australia Grande Slam Erba - 645 000 $ Singolare - Doppio                  | Mats Wilander 6(5)–7, 6–4, 7–6(3), 6–2        | Kevin Curren                    | Ben Testerman Johan Kriek      | Scott Davis Boris Becker Pat Cash Stefan Edberg              |
| 26 novembre | Australian Open 1984 Melbourne, Australia Grande Slam Erba - 645 000 $ Singolare - Doppio                  | Mark Edmondson Sherwood Stewart 6–2, 6–2, 7–5 | Joakim Nyström Mats Wilander    | Ben Testerman Johan Kriek      | Scott Davis Boris Becker Pat Cash Stefan Edberg              |

### Dicembre
| Settimana   | Torneo                                                                            | Vincitore                                   | Finalista                  | Semifinalisti              | Eliminati ai quarti                                                 |
| ----------- | --------------------------------------------------------------------------------- | ------------------------------------------- | -------------------------- | -------------------------- | ------------------------------------------------------------------- |
| 10 dicembre | New South Wales Open 1984 Sydney, Australia Erba - 125 000 $ Singolare - Doppio   | John Fitzgerald 6-3 6-3                     | Sammy Giammalva            | Johan Kriek Kevin Curren   | Marty Davis Bill Scanlon Ben Testerman Tom Gullikson                |
| 10 dicembre | New South Wales Open 1984 Sydney, Australia Erba - 125 000 $ Singolare - Doppio   | Paul Annacone Christo van Rensburg 7-6, 7-5 | Tom Gullikson Scott McCain | Johan Kriek Kevin Curren   | Marty Davis Bill Scanlon Ben Testerman Tom Gullikson                |
| 17 dicembre | South Australian Open 1984 Adelaide, Australia Erba - 75 000 $ Singolare - Doppio | Peter Doohan 1-6 6-1 6-4                    | Huub van Boeckel           | Mike Bauer John Fitzgerald | Shahar Perkiss John Frawley Miloslav Mečíř Tim Mayotte              |
| 17 dicembre | South Australian Open 1984 Adelaide, Australia Erba - 75 000 $ Singolare - Doppio | Broderick Dyke Wally Masur 4–6, 7–5, 6–1    | Peter Doohan Brian Levine  | Mike Bauer John Fitzgerald | Shahar Perkiss John Frawley Miloslav Mečíř Tim Mayotte              |
| 24 dicembre | Melbourne Outdoor 1984 Melbourne, Australia Erba - 100 000 $ Singolare - Doppio   | Dan Cassidy 7-6 7-6                         | John Fitzgerald            | Matt Anger Jakob Hlasek    | Huub van Boeckel Christo van Rensburg Colin Dowdeswell Brad Drewett |
| 24 dicembre | Melbourne Outdoor 1984 Melbourne, Australia Erba - 100 000 $ Singolare - Doppio   | Broderick Dyke Wally Masur 6–7, 6–3, 7–6    | Mike Bauer Scott McCain    | Matt Anger Jakob Hlasek    | Huub van Boeckel Christo van Rensburg Colin Dowdeswell Brad Drewett |

### Gennaio 1985
| Settimana | Torneo                                                                                   | Vincitore                           | Finalista                       | Semifinalisti               | Eliminati ai quarti                                      |
| --------- | ---------------------------------------------------------------------------------------- | ----------------------------------- | ------------------------------- | --------------------------- | -------------------------------------------------------- |
| 8 gennaio | Volvo Masters 1984 New York, Stati Uniti Sintetico indoor - 400 000 $ Singolare - Doppio | John McEnroe 7-5 6-0 6-4            | Ivan Lendl                      | Mats Wilander Jimmy Connors | Anders Järryd Johan Kriek Joakim Nyström Eliot Teltscher |
| 8 gennaio | Volvo Masters 1984 New York, Stati Uniti Sintetico indoor - 400 000 $ Singolare - Doppio | Peter Fleming John McEnroe 6–3, 6–1 | Mark Edmondson Sherwood Stewart | Mats Wilander Jimmy Connors | Anders Järryd Johan Kriek Joakim Nyström Eliot Teltscher |

## Debutti
- Boris Becker